# 亚伊萨
亚伊萨（西班牙語：Yaiza），是西班牙加那利群岛拉斯帕尔马斯省的一个市镇。总面积212平方公里，总人口16289人（2018年），人口密度77人/平方公里。